# 木下秀樹
木下 秀樹（きのした ひでき、1952年5月19日 - ）は、日本の裁判官、弁護士。仙台高等裁判所部総括判事や、名古屋高等裁判所部総括判事を経て、福井地方裁判所所長を務めた。

## 人物・経歴
長野県飯田市出身。1971年長野県飯田高等学校卒業。1975年中央大学法学部法律学科卒業。1978年新潟地方裁判所判事補。1981年大阪地方裁判所判事補。1984年前橋地方裁判所高崎支部判事補。1987年東京地方裁判所判事補。1988年東京地方裁判所判事。1990年秋田地方裁判所判事。1992年仙台高等裁判所秋田支部長。1993年横浜地方裁判所判事。1996年浦和地方裁判所越谷支部判事。2000年東京高等裁判所判事。2003年水戸地方裁判所下妻支部長。2007年東京地方裁判所八王子支部部総括判事。2010年東京高等裁判所判事。2012年仙台高等裁判所部総括判事。2013年名古屋高等裁判所部総括判事。2016年福井地方裁判所所長、福井家庭裁判所所長。主に民事事件を担当し、2017年に定年退官し、東京弁護士会弁護士登録。2022年瑞宝中綬章受章。

## 裁判
- 裁判に必要な転居先住所について弁護士法に基づく弁護士照会の手続きで開示を求めたのに対し、日本郵便が回答を拒んだとして、愛知県弁護士会が損害賠償請求をしていた事件で、一審を破棄し、「正当な理由なく拒むべきではない」として日本郵便に対し1万円の損害賠償の支払いを命じた[4]。